# Grafarfjall
Grafarfjall är ett berg i republiken Island. Det ligger i regionen Västlandet, 130 km norr om huvudstaden Reykjavík. Toppen på Grafarfjall är 258 meter över havet, eller 117 meter över den omgivande terrängen. Bredden vid basen är 3,4 km.
Trakten runt Grafarfjall är nära nog obefolkad, med mindre än två invånare per kvadratkilometer. Närmaste större samhälle är Reykhólar, omkring 17 kilometer norr om Grafarfjall. Trakten runt Grafarfjall består i huvudsak av gräsmarker.